# All I Want for Christmas Is You (canción de Vince Vance & The Valiants)
"All I Want for Christmas Is You" es una canción navideña grabada por el novedoso acto estadounidense Vince Vance & the Valiants. Lanzada inicialmente como sencillo en 1989, la versión de la canción de Vince Vance ha figurado varias veces en las listas de sencillos country de Billboard. Es uno de los dos récords en las listas de Vince Vance & the Valiants, el otro es "Bomb Iran".

## Antecedentes
"All I Want for Christmas Is You" es un tempo medio en compás doble compuesto, con la voz principal de Lisa Burgess Stewart, que ahora graba con el nombre de Lisa Layne. En ella, la cantante explica que no quiere adornos navideños ni regalos de Papá Noel. En cambio, todo lo que quiere para Navidad es su amante. La melodía utilizada en la canción se basa en el sencillo pop número 9 de Bobby Vinton de principios de 1964, "My Heart Belongs to Only You", con algunas modificaciones menores.

## Recepción
En su reseña del álbum All I Want for Christmas Is You, el crítico de Allmusic Jason Birchmeier se refirió a la canción como "una de las favoritas de las fiestas navideñas dentro de la comunidad country durante los años 90", pero señaló que el resto del álbum no "valía la pena
Habiendo recibido una rotación frecuente en la radio country y la radio contemporánea para adultos durante la temporada navideña desde su relanzamiento en 1993, "All I Want for Christmas Is You" es también la canción navideña de música country más tocada.
La canción también se convirtió en un video musical dirigido por Steve Dunning.

## Demanda judicial
El 3 de junio de 2022, Andy Stone, quien interpretó a Vince Vance, presentó una demanda por derechos de autor contra Mariah Carey, alegando que ella "explotó" y obtuvo "ganancias inmerecidas" de su canción con ella "All I Want for Christmas Is You", que fue publicado cinco años después del suyo. El 2 de noviembre del mismo año se desestimó la demanda.

## Versión de Kelly Clarkson
En 2020, Kelly Clarkson lanzó una versión de la canción como sencillo independiente. Más tarde también la incluyó en su álbum de 2021, When Christmas Comes Around....